# Raimundo Correia
Raimundo da Mota de Azevedo Correia (São Luís, 13 de maio de 1859 — Paris, 13 de setembro de 1911) foi um juiz e poeta brasileiro.

## Biografia

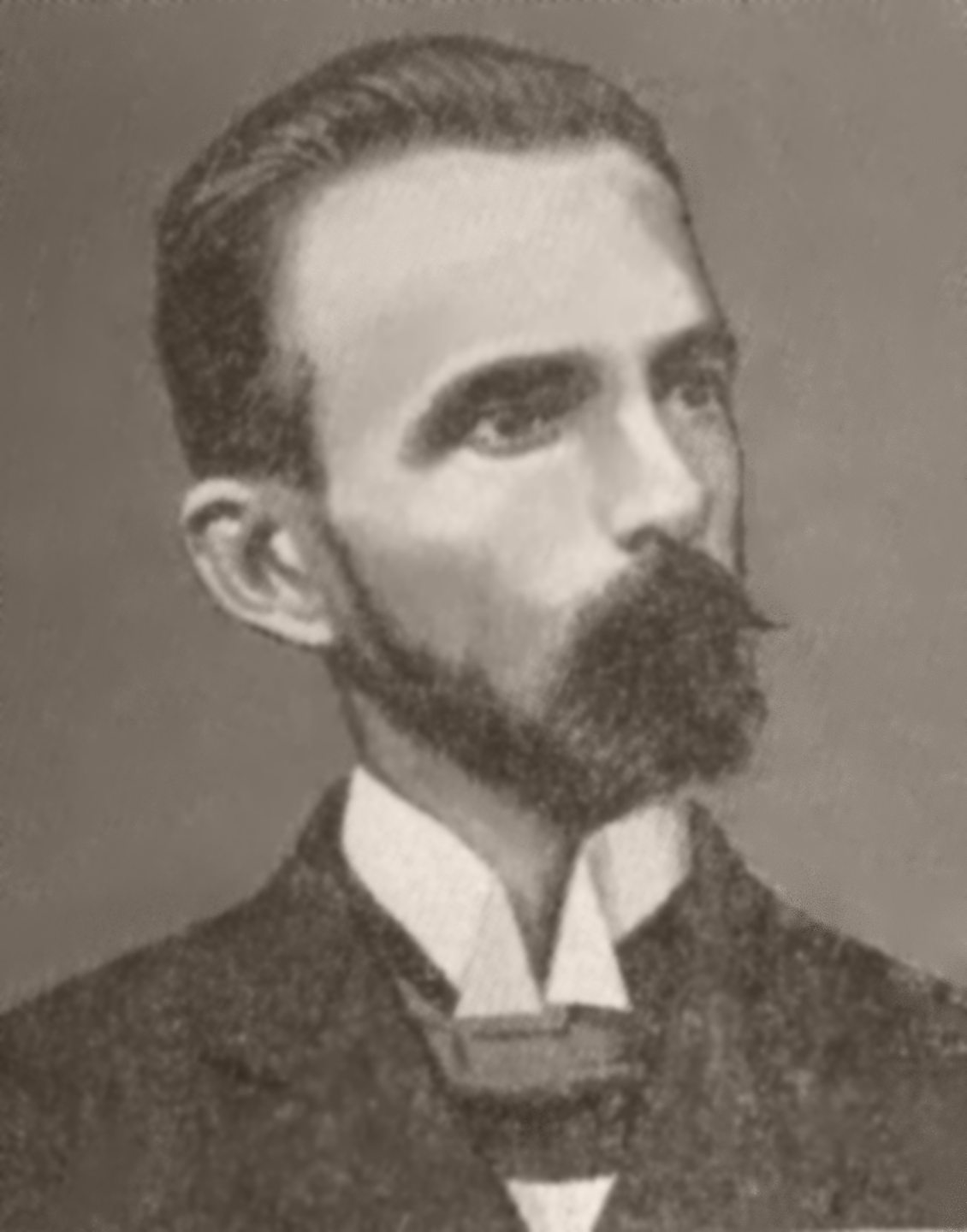
Raimundo Correia.

Nasceu a bordo do navio São Luís, ancorado em águas maranhenses, em 1859. Referindo-se a seu nascimento sobre as águas, costumava Raimundo dizer de si, pilhericamente, "Sou um homem sem pátria; nasci no Oceano". Filho de família de classe elevada, foram seus pais o desembargador José da Mota de Azevedo Correia e Maria Clara Vieira da Mota de Azevedo Corrêa, ambos naturais do Maranhão. Seu pai descendia dos duques de Caminha e era filho de pais portugueses.
Realizou o curso secundário no Colégio Pedro II, no Rio de Janeiro. Em 1882 formou-se advogado pela Faculdade de Direito de São Paulo, localizada no Largo de São Francisco, conhecida como Faculdade do Largo São Francisco, desenvolvendo uma bem-sucedida carreira como Juiz de Direito no Rio de Janeiro e em Minas Gerais. Neste Estado, foi o primeiro Juiz de Direito da comarca de São Gonçalo do Sapucaí.
Casou-se em 1884 com Mariana de Abreu Sodré ("Zinha"), tendo três filhas: Lavinia, Stella e Alexandrina. Sua filha, Stella Corrêa da Paixão, foi casada com Rodolpho Gustavo da Paixão Filho, filho do também poeta Rodolfo Gustavo da Paixão. Sua filha Lavínia é a mãe do diplomata Sergio Corrêa da Costa sendo Raimundo Correia, portanto, avô materno deste.
Teve um tio homônimo (1838-1889), que foi juiz. Teve também um sobrinho que levou seu nome, Raimundo Correia Sobrinho, formado em direito e poeta como o tio, que escreveu um livro de poesias, Oração aos Aflitos, publicado em 1945 pela Livraria José Olympio Editora.

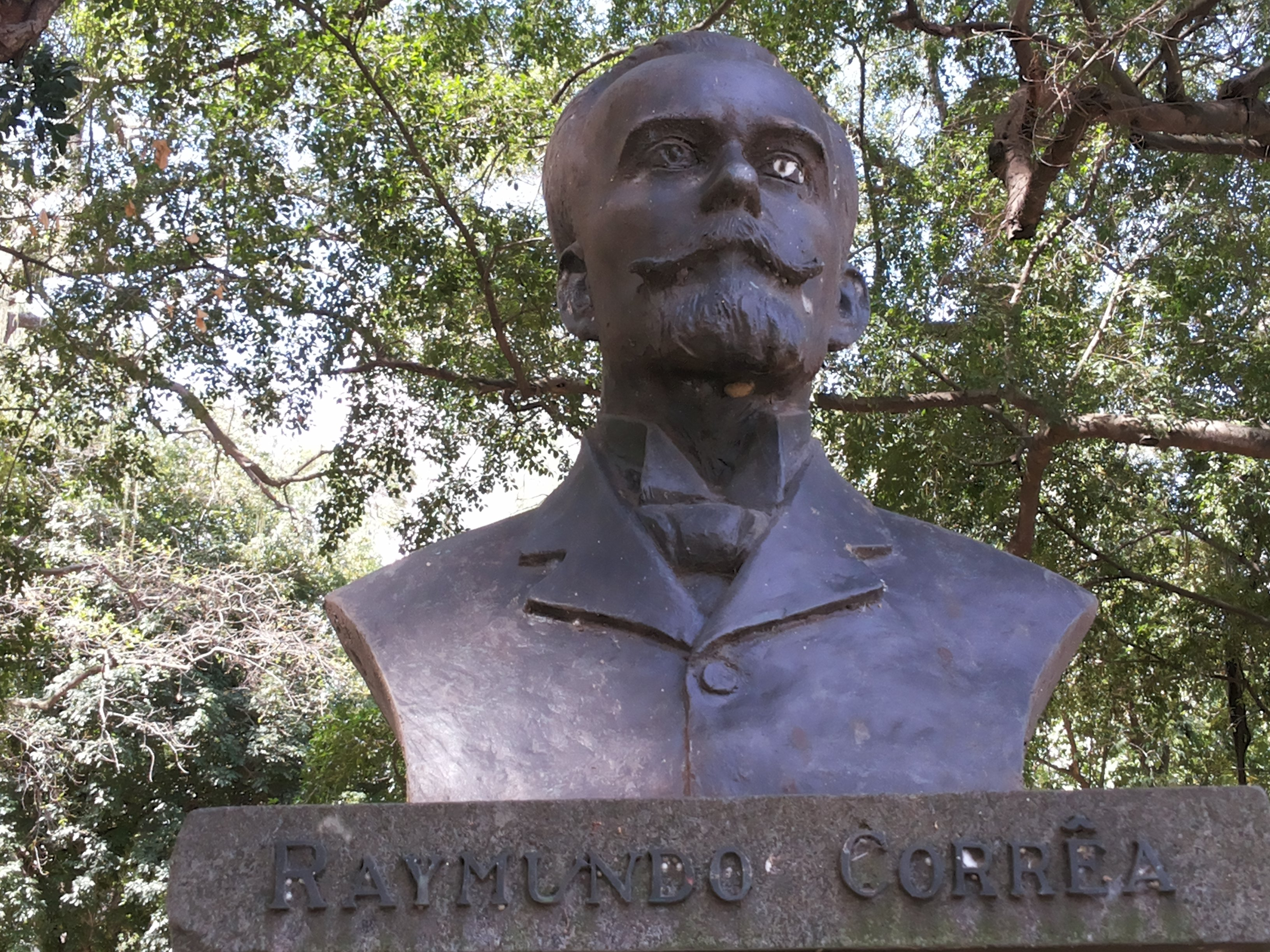
Busto de Raymundo Corrêa.

Raimundo Correia iniciou a sua carreira poética com o livro Primeiros sonhos, revelando forte influência dos poetas românticos Fagundes Varela, Casimiro de Abreu e Castro Alves. Em 1883 com o livro Sinfonias, assume o parnasianismo e passa a integrar, ao lado de Alberto de Oliveira e Olavo Bilac, a chamada Tríade Parnasiana.
Os temas adotados por Raimundo Correia giram em torno da perfeição formal dos objetos. Ele se diferencia um pouco dos demais parnasianos porque sua poesia é marcada por um forte pessimismo, chegando até a ser sombria. Ao analisar a obra de Raimundo Correia percebe-se que há nela uma evolução. Ele iniciou sua carreira como romântico, depois adotou o parnasianismo e, em alguns poemas aproximou-se da escola simbolista.
Faleceu em 13 de setembro de 1911, em Paris, onde foi tratar da saúde.

## Obras
- Primeiros Sonhos (1879)
- Sinfonias (1883)
- Versos e Versões (1887)
- Aleluias (1891)
- Poesias (1898)

Obra completa:
- Poesias completas. 2 vols., [org. Múcio Leão]. São Paulo: Companhia Editora Nacional, 1948.
- Poesia completa e prosa. [Texto, cronologia, notas e estudo biográfico Valdir Ribeiro do Val; introdução Manuel Bandeira]. Rio de janeiro: Nova Aguilar, 1961.
- Poesia Completa. [org. Claunísio Amorim Carvalho]. São Luís: Café & Lápis, 2012.

## Academia Brasileira de Letras
Raimundo Correia foi um dos fundadores do Sodalício Brasileiro, onde ocupou a cadeira 5, que tem por patrono Bernardo Guimarães.